# Klaus Rose (Politiker)
Klaus Theophil Rose (* 7. Dezember 1941 in Augsburg) ist ein deutscher Politiker (CSU). Er war von 1974 bis 1977 Abgeordneter des Bayerischen Landtages, von 1977 bis 2005 Mitglied des Deutschen Bundestages und von 1997 bis 1998 Parlamentarischer Staatssekretär beim Bundesminister der Verteidigung.

## Leben
Nach dem Abitur 1961 am Gymnasium in Passau leistete Rose bis 1962 Grundwehrdienst bei der Bundeswehr ab. Im Anschluss studierte er Geschichte und Anglistik an der Ludwig-Maximilians-Universität München und wurde Ende 1967 zum Dr. phil. promoviert. Im Herbst 1968 legte er das Staatsexamen für das Lehramt an Höheren Schulen ab. Von 1969 bis 1974 war er als Studienrat an Gymnasien in München, Freyung und Vilshofen tätig. Daneben studierte er vier Semester lang Politik- und Wirtschaftswissenschaften an der LMU.
Rose trat 1961 in die Junge Union und in die CSU ein. Von 1971 bis 1977 war er Vorsitzender des JU-Bezirksverbandes Niederbayern, von 1971 bis 1981 Vorsitzender des CSU-Ortsverbandes Vilshofen und von 1981 bis 1997 Vorsitzender des CSU-Kreisverbandes Passau-Land. Von 1995 bis 2005 fungierte er als stellvertretender Bezirksvorsitzender der CSU Niederbayern unter Erwin Huber.
Von 1972 bis 1990 gehörte Rose dem Vilshofener Stadtrat an und von 1972 bis 2008 war er Kreisrat in Passau. Bei der Landtagswahl 1974 wurde er in den Bayerischen Landtag gewählt, dem er bis zum 26. April 1977 angehörte.
Rose kandidierte bei der Bundestagswahl 1976 auf der CSU-Landesliste und wurde 1. Nachrücker. Vom 24. März 1977, als er für den verstorbenen Abgeordneten Alex Hösl nachrückte, bis 2005 acht Wahlperioden lang Mitglied des Deutschen Bundestages. Er war in mehreren Ausschüssen und Gremien des Bundestages vertreten, darunter auch im Verteidigungsausschuss und im Haushaltsausschuss. Dem Verteidigungsausschuss stand er von 1994 bis 1997 vor. Vom 22. Januar 1997 bis zum 26. Oktober 1998 war er Parlamentarischer Staatssekretär beim Bundesminister der Verteidigung, nachdem seine Vorgängerin Michaela Geiger am 16. Januar 1998 zur Vizepräsidentin des Deutschen Bundestages gewählt worden war. In der 14. Wahlperiode war Rose stellv. Vorsitzender im Sportausschuss des Deutschen Bundestages. Ab 2003 war er Vorsitzender des Parlamentarischen Freundeskreises „Berlin-Taipeh“. Vorher war er auch Vorsitzender der Deutsch-Rumänischen und Deutsch-Brasilianischen Parlamentariergruppe.
Im Bundestag vertrat er ab der Bundestagswahl 1980 den Wahlkreis Passau. 2005 wurde er im Wahlkreis nicht mehr nominiert und trat daraufhin nicht mehr zur Wahl für den 16. Deutschen Bundestag an.
Klaus Rose wohnt in Vilshofen an der Donau, ist verheiratet und hat einen Sohn der seit 1998 in Forschung und Lehre im thüringischen Staatsdienst beschäftigt ist.

## Ehrungen
- 1985: Bundesverdienstkreuz am Bande
- 1988: Bayerischer Verdienstorden
- 1994: Bundesverdienstkreuz 1. Klasse
- 2007: Kunstpreis des Adalbert-Stifter-Vereins wegen Verdiensten um die deutsch-tschechische Verständigung
- 2008: Gedenkmedaille der tschechischen Armee
- 2011: Ehrenbürger der Stadt Vilshofen
- 2011: Goldenes Ehrenzeichen des internationalen Kolpingwerks
- 2013: Ehrenring des Landkreises Passau[9]

## Veröffentlichungen
- 1971: Historischer Atlas von Bayern, Teil Altbayern, Heft 27 Deggendorf, Kommission für Bayerische Landesgeschichte, ISBN 3-7696-9873-8
- 1990: Die Haushälter. Ist die Zukunft finanzierbar, hrsg. von Klaus Rose und Kurt Faltlhauser, Kölner Universitätsverlag GmbH, ISBN 3-87427-043-2
- 2005: Theophil Rose. Heimatvertriebener und Neubürger. 1950–1974 Pfarrer in Ortenburg, Verlag Donau-Bote Vilshofen
- 2006: TAIWAN. Die Inselrepublik im Fokus deutscher Politik. Verlag Mein Buch Hamburg, ISBN 3-86516-774-8
- 2006: Beiträge zur CSU-Geschichte Band I: Der Bundeswahlkreis Passau, Verlag Donau-Bote Vilshofen, ISBN 3-9810607-1-7
- 2008: Brückenbauer, Priester und Politiker, Ein Beitrag zur deutschen Migrationsgeschichte, Verlag BoD Norderstedt, ISBN 978-3-8370-5834-5
- 2011: Diplomatenpass und Penicillin, Roman, Verlag BoD Norderstedt, ISBN 978-3-8448-7255-2
- 2014: Beiträge zur CSU-Geschichte Band II: Die Donaustadt Vilshofen, Verlag Donau-Bote Vilshofen, ISBN 978-3-9810607-4-4
- 2018: Rapoto von Ortenburg. Griff nach der Herzogswürde, Roman, Verlag BoD Norderstedt, ISBN 978-3-7528-6675-9
- 2020: WIR BAYERN. 125 Urbayerische Gedanken, Verlag Donaubote Vilshofen, ISBN 978-3-9818018-6-6
- 2021: Beiträge zur CSU-Geschichte Band III: CSU – mehr als eine Regionalpartei, Verlag Donau-Bote Vilshofen, ISBN 978-3-9818018-7-3
- 2023: Die zweite Generation der Grafen von Spanheim-Ortenburg – Vernetzt mit europähischen Königshäusern, in: Passauer Jahrbuch LXV/2023, Seite 9–46